# 唐書琛
唐書琛（英語：Susan Tang Shuchen，？—），香港女填詞人，是香港時裝設計師唐書琨及女导演唐書璇堂妹、中華民國滇系軍閥唐繼堯的孫女。唐書琛乃香港作曲家、電影配樂家及歌手盧冠廷之妻子，著名作品包括盧冠廷主唱之《一生所愛》，為1995年香港電影《西遊記大結局之仙履奇緣》的插曲。

## 經歷
唐書琛中學就讀於聖士提反女子中學，後於美國某大學畢業。1970年代回流香港後，先後在堂兄唐書琨服裝布料設計部及香港凱悅酒店公關部工作。唐書琛於1983年與盧冠廷結婚，並於同年開始替盧冠廷作曲的粵語流行曲填詞，出道作品為抒發有志難伸的鬱悶的《天鳥》。盧冠廷作成《天鳥》一曲後，本想找鄭國江填詞，但負擔不起酬金，惟有請寫過詩卻無填詞經驗的太太唐書琛幫忙，唐後來邊看英文填詞教學書邊試填詞而成，是盧氏伉儷詞曲合作的開端；盧冠廷並託盧業瑂把樣本曲寄去百代唱片，原屬意林子祥灌唱，但總裁黃啟光聽後直接找盧冠廷簽約，在1983年發行其首張專輯《天鳥》。此後唐的填詞作品亦主要由盧作曲及主唱。唐書琛填詞作品像散文，不少圍繞忠貞的愛情。

## 廣東歌填詞作品舉隅
- 盧冠廷絕大部分作品，包括：
  - 《天鳥》
  - 《快樂老實人》（電影《1/2段情》主題曲）
  - 《世事何曾是絕對》（電影《1/2段情》插曲）
  - 《陪着你走》（盧冠廷、劉天蘭合唱）
  - 《但願人長久》
  - 《未了情》（電影《西遊記第壹佰零壹回之月光寶盒》插曲）
  - 《一生所愛》（電影《西遊記大結局之仙履奇緣》插曲）
  - 《追月》（電影《西遊記大結局之仙履奇緣》片尾曲）
  - 《再遇》
  - 《夜風裡》
  - 《時間變變變》
  - 《願》
  - 《人間天堂》
  - 《天下無敵》
  - 《心的磨練》
  - 《精彩的證據》（盧冠廷、岑寧兒合唱）
  - 《陪着我走》
- 陳百強：《愛沒有不對》、《散·聚》
- 葉德嫻：《風原是這裡清》
- 呂方：《血像火》（《一刀倾城》插曲）
- 關淑怡：《地老天荒》
- 張學友：《天變地變情不變》
- 張德蘭：《海藤》
- 張艾嘉：《離開離去》
- 郭小霖：《一千句I'm Sorry》、《寂寞聖誕》
- 鄭秀文：《這夜我不願離開》
- 劉天蘭：《天邊的心》
- 鄺美雲：《總有知心友》
- 羅文：《朋友一個》
- 鄭伊健：《敢作敢為》
- 群星：《為自由》（《民主歌聲獻中華》主題曲）、《如果心裏是愛》